# Santa Maria in Cosmedin

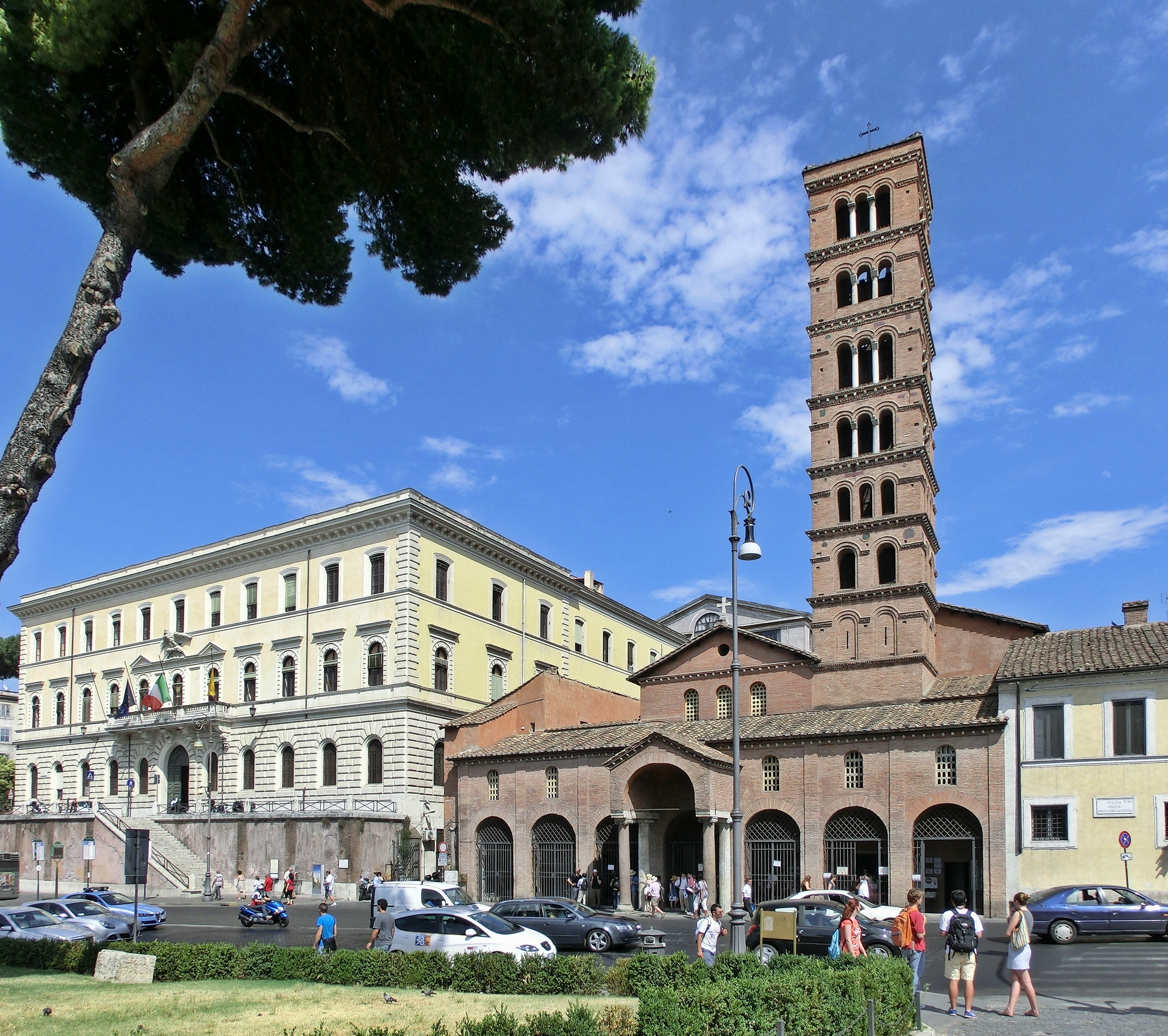
Portal und Vorhalle von der Piazza della Bocca della Verità aus gesehen

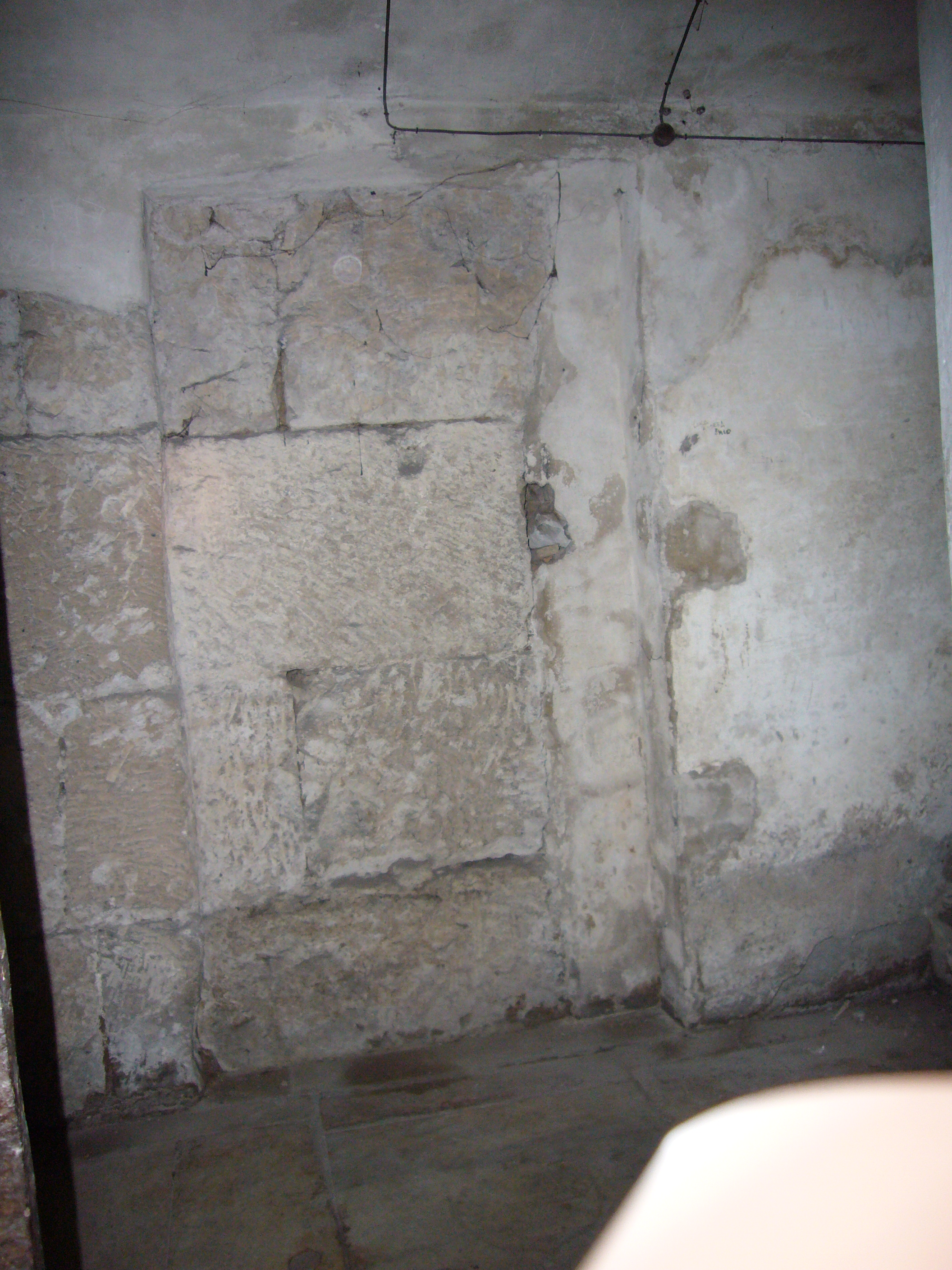
Krypta: Tuffquader des Herkulestempels

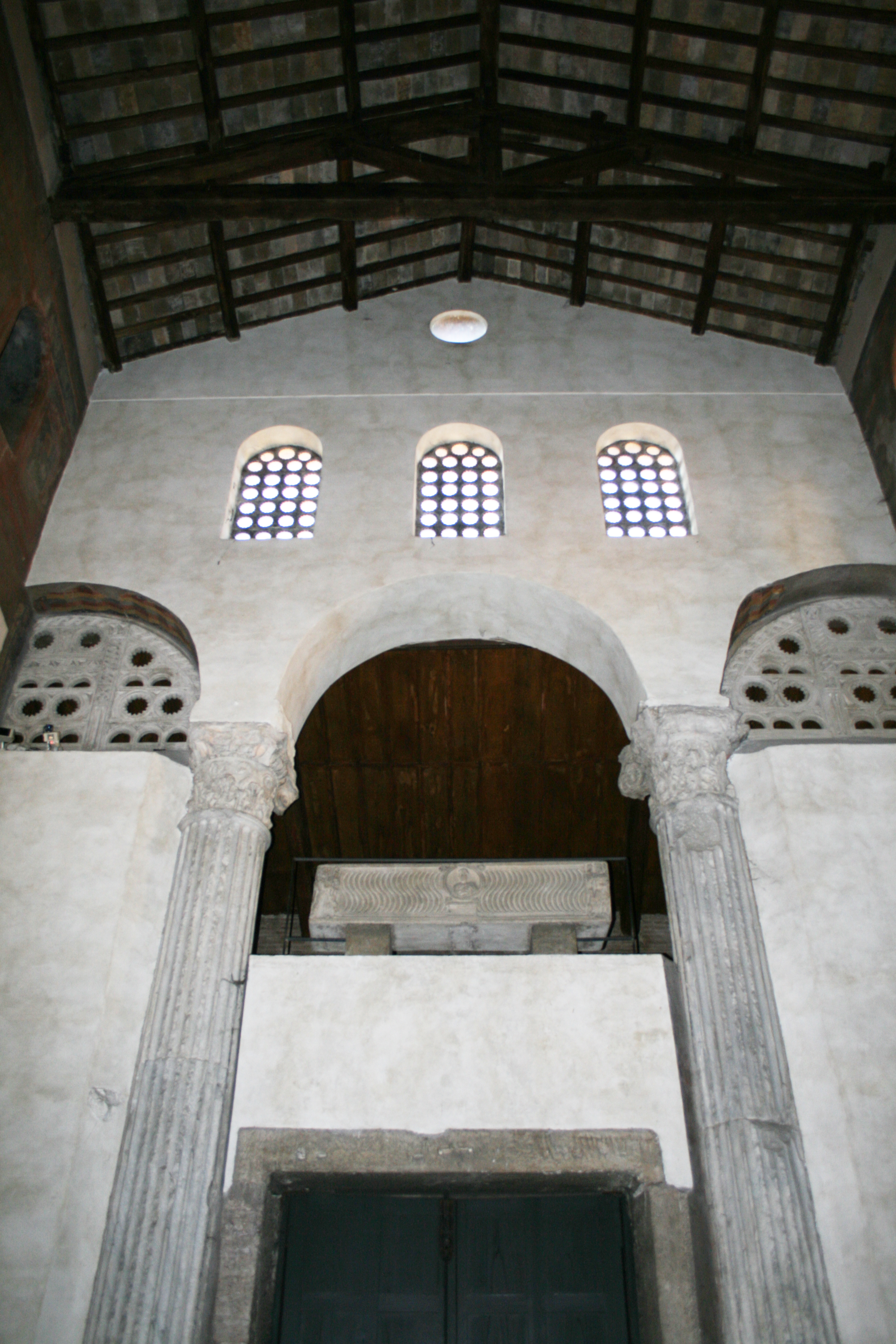
Säulen aus der ehemaligen Statio Annonae

Die Basilica minor Santa Maria in Cosmedin (lateinisch Sanctae Mariae in Cosmedin), ursprünglich Santa Maria in Schola Graeca, ist eine Kirche in Rom in der Nähe des Tiberufers an der Piazza Bocca della Verità. Sie wurde Ende des 6. Jahrhunderts geweiht und hat das Patrozinium der Heiligen Maria. Die Titeldiakonie gehört zur Melkitischen Griechisch-katholischen Kirche und ist Rektoratskirche der Pfarrei Santa Prisca.
In der Vorhalle befindet sich die Bocca della Verità („Mund der Wahrheit“).

## Vorgängerbauten
Spätestens im 6. Jahrhundert v. Chr. entstand an einem Tiberübergang mit dem Forum Boarium der erste und wichtigste Handelsplatz in Rom. An diesem Markt wurden im Laufe der Jahrhunderte eine Reihe religiöser und öffentlicher Bauten errichtet, von denen heute noch der Tempel des Portunus (früher als Tempel der Fortuna Virilis bezeichnet) und der Tempel des Hercules Victor (früher als Tempel der Vesta bezeichnet) erhalten sind.
Im Bereich der heutigen Kirche standen drei weitere dem Herkules geweihte Tempel: Die Ara Maxima, die auf die Gründungszeit Roms zurückgehen soll, der Tempel des Herkules Invictus und der Tempel des Herkules Pompeianus. Seit dem 1. Jahrhundert n. Chr. befand sich neben diesen Tempeln die Statio Annonae, die der Ausgabe von Getreide an die Bevölkerung diente. Im Osten greift die Kirche in die Fläche ein, die vom Circus Maximus bebaut war. Unter dem ganzen Gebiet verlaufen einige antike Abwasserkanäle, darunter die Cloaca Maxima.

## Baugeschichte

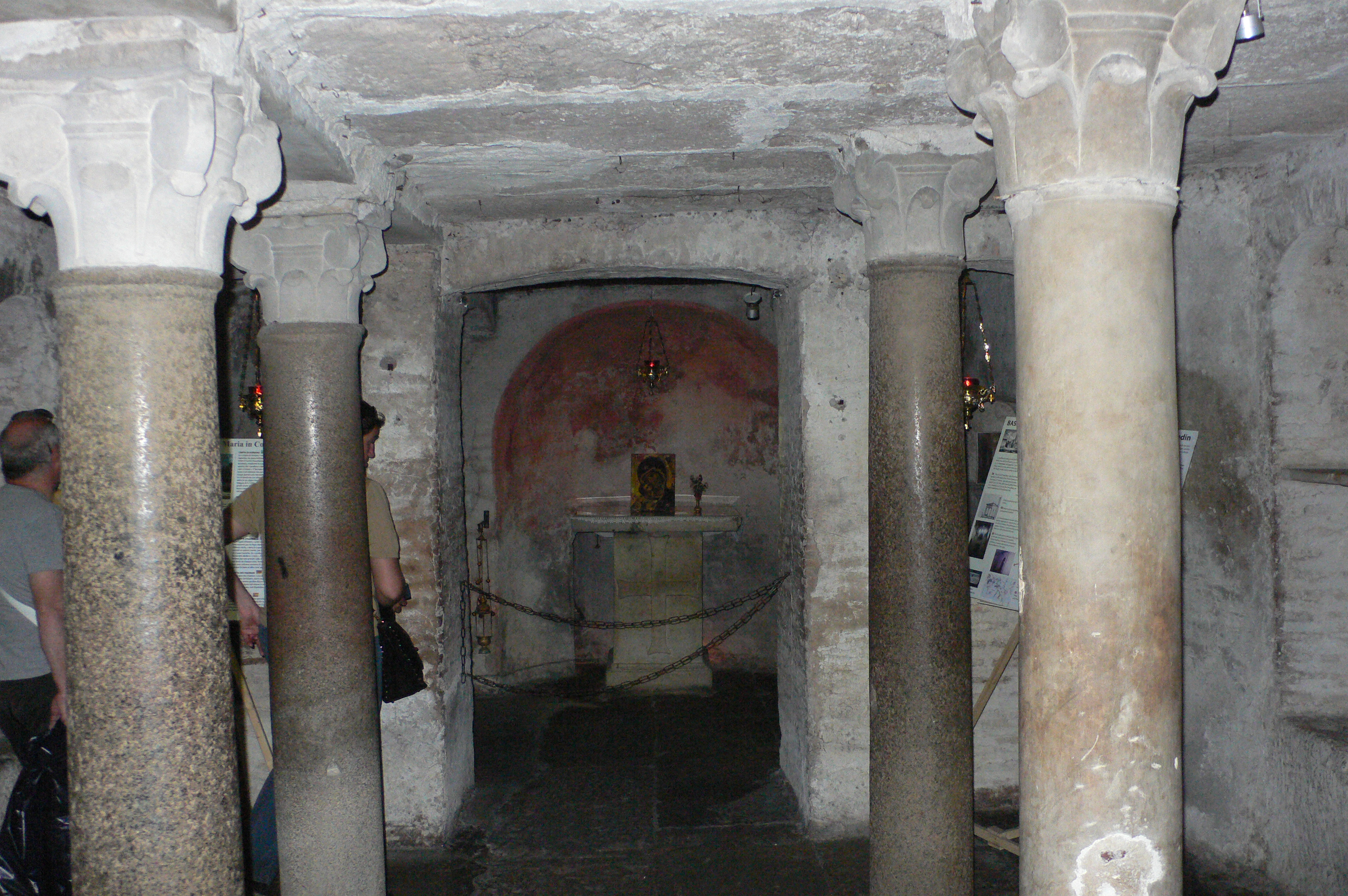
Dreischiffige Krypta, Ende 8. Jh.

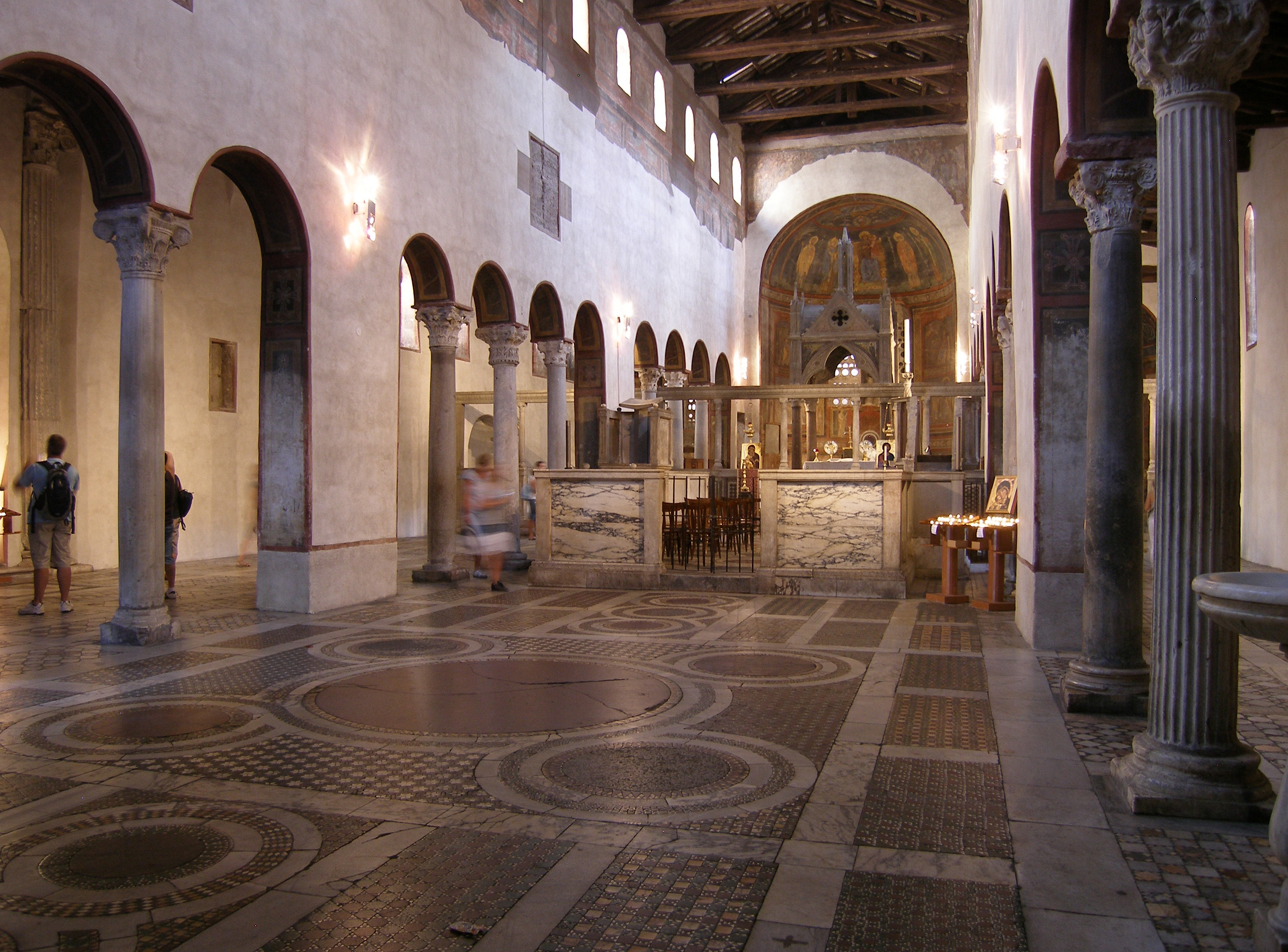
Innenraum, Blick Richtung Chor

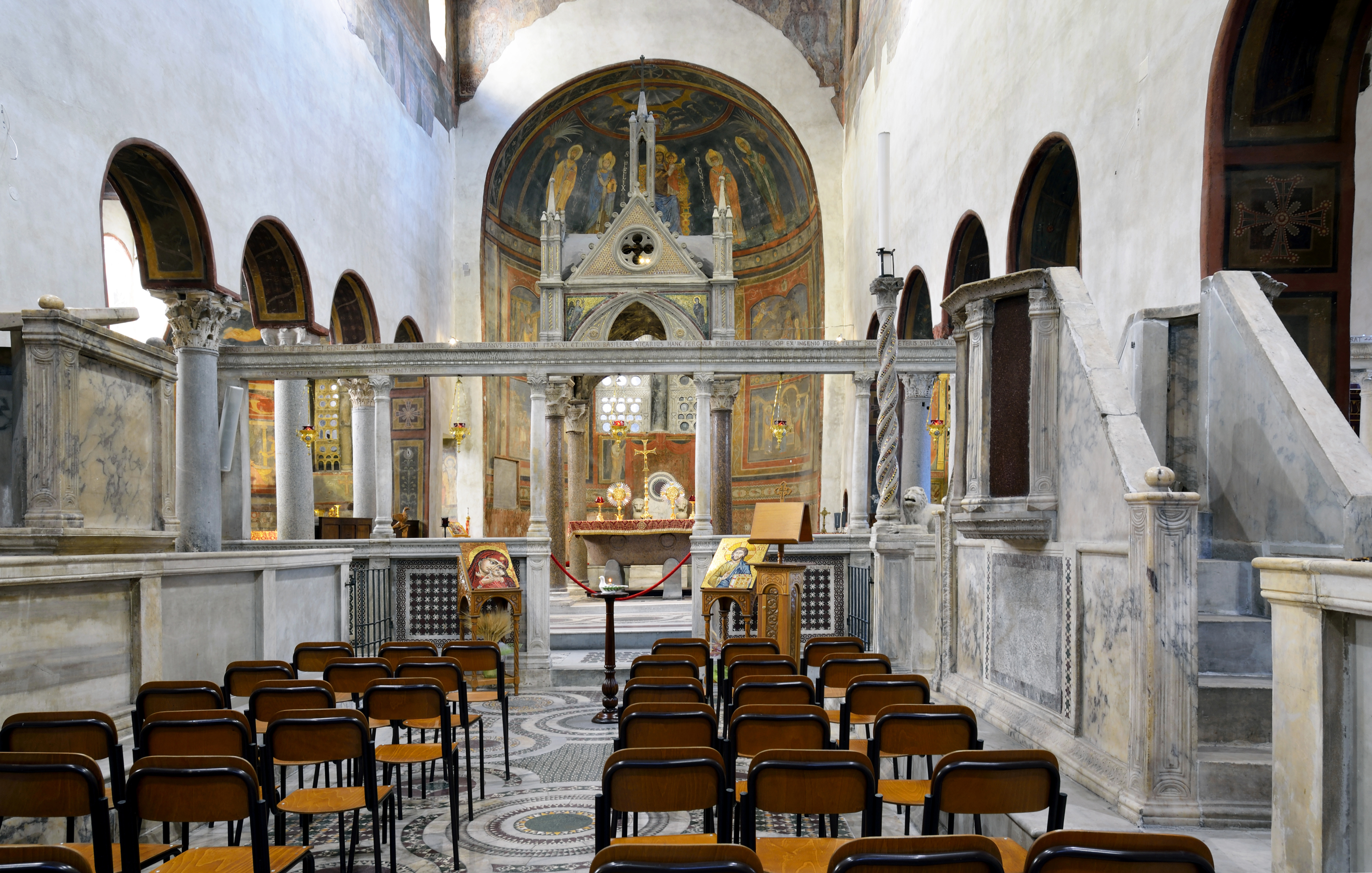
Altarraum mit Schola cantorum und Ziborium

In die zur Statio Annonae gehörende Säulenhalle (loggia annonaria) des 1. Jahrhunderts n. Chr. wurde um 580 eine kleine Kirche in Querrichtung eingebaut in der Weise, dass man die Räume zwischen den Säulen zumauerte und eine nach Osten gerichtete Apsis anbaute. Der schmale einschiffige Raum erstreckte sich über die ganze Breite der Säulenhalle. Säulen der antiken Loggia sind heute noch auf der nördlichen Schmalseite in der linken Seitenschiffwand und in der Eingangswand der Basilika zu sehen. Da schon seit der Frühzeit Roms das Forum Boarium Siedlungsgebiet für griechische Kaufleute war und deshalb in der Spätantike das Viertel den Namen Schola Graeca erhielt, wurde die Kirche Santa Maria in Schola Graeca genannt.
Für die erste Erweiterung der Kirche unter Papst Hadrian I. um 772 war das Anwachsen der griechischen Gemeinde in der Zeit des bürgerkriegsähnlichen Bildersturms in Byzanz ausschlaggebend, wodurch viele griechische Flüchtlinge nach Rom kamen. Er ließ für den Erweiterungsbau den Tempel des Herkules Pompeianus abreißen, um dessen Fundamente für die von 17 m auf 35 m verlängerte Kirche nutzen zu können. Es entstand eine dreischiffige Basilika in der ursprünglichen Breite der antiken Säulenhalle mit einer Apsis im Osten, flankiert von zwei Nebenapsiden, sowie mit Narthex und Vorhalle. Unter dem Presbyterium wurde eine ebenfalls dreischiffige Krypta mit Spoliensäulen und halbrunder Apsis ausgebaut.
Sowohl die frühchristliche Kirche als auch die Basilika des 8. Jahrhunderts hatten ein Marienpatrozinium. Im Liber Pontificalis wird für die Zeit um 780 erstmals der Namenszusatz Cosmedin erwähnt; er ist abgeleitet von dem griechischen Wort kosmein für „schmücken“ und wurde wohl von der griechischstämmigen Gemeinde geprägt als Ausdruck der Bewunderung für die von Papst Hadrian I. gestiftete kostbare Innenausstattung.
Unter Papst Nikolaus I. (858–867) wurden außer Sakristei und Oratorium auch ein Haus für den Diakon angebaut.
1118 ließ Papst Gelasius II. die Basilika renovieren, die bei einer Invasion der Normannen verwüstet worden war. Im Mittelschiff wurde ein Stützenwechsel eingebaut, bei dem je drei antike Spoliensäulen mit breiten Stützpfeilern wechseln. Im 12. Jahrhundert entstanden auch der Campanile und der Narthex in seiner heutigen Gestaltung.
1718 wurde die Kirche unter Giuseppe Sardi barockisiert und mit einer eleganten Rokokofassade versehen. 1899 veranlasste der Architekt Giovanni Battista Giovenale die Beseitigung der gotischen und barocken Einbauten, so dass der Innenraum heute den Eindruck vermittelt, als seien seit 1123 keine wesentlichen Veränderungen vorgenommen worden; während dieser Maßnahme entstanden die Apsisfresken im Stil des 12. Jahrhunderts.
Durch den Bau neuer Straßen während der Regierungszeit Benito Mussolinis wurde das Umfeld der Kirche stark beeinträchtigt.

## Innenraum

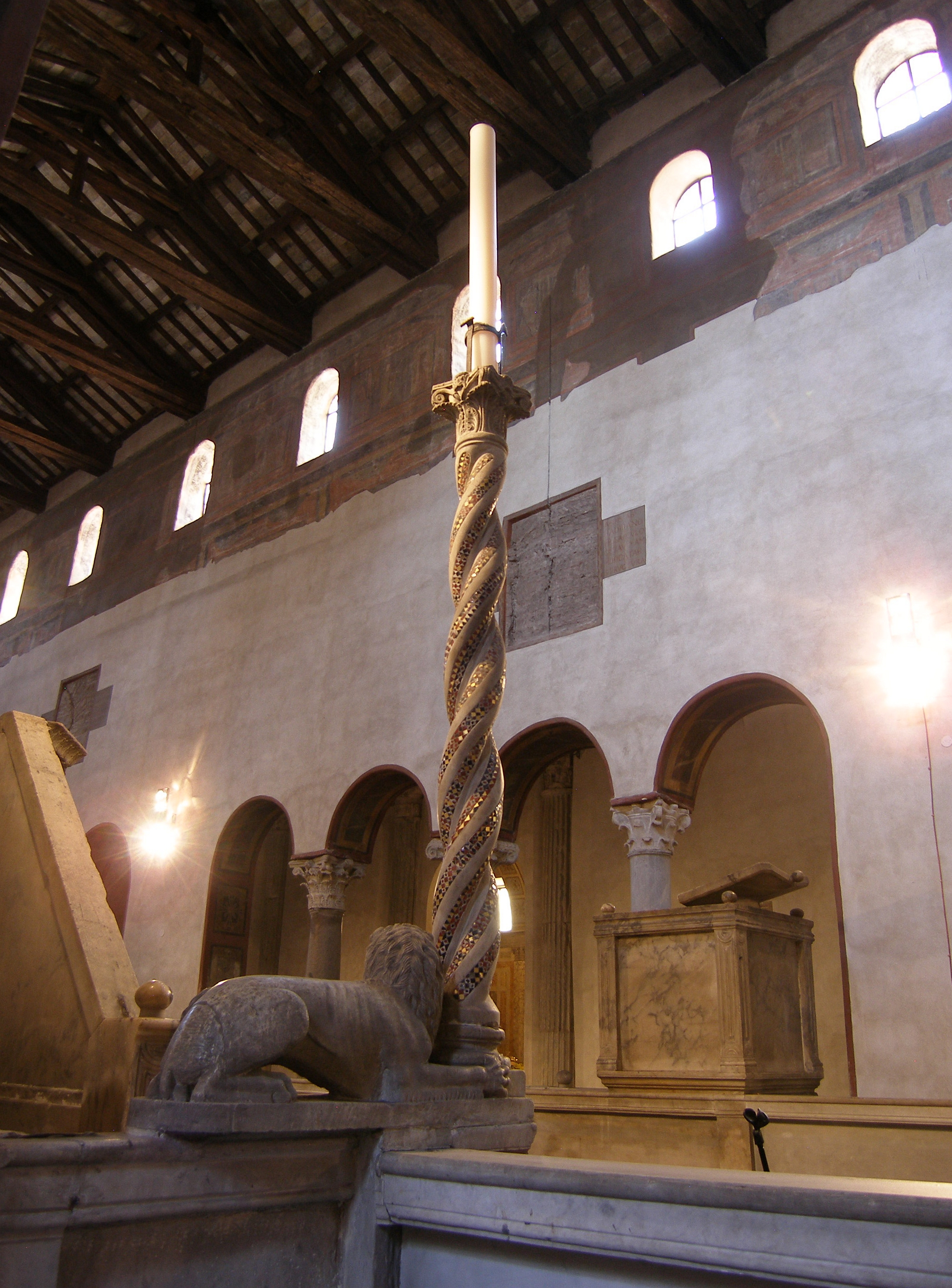
Osterleuchter, Kosmatenarbeit

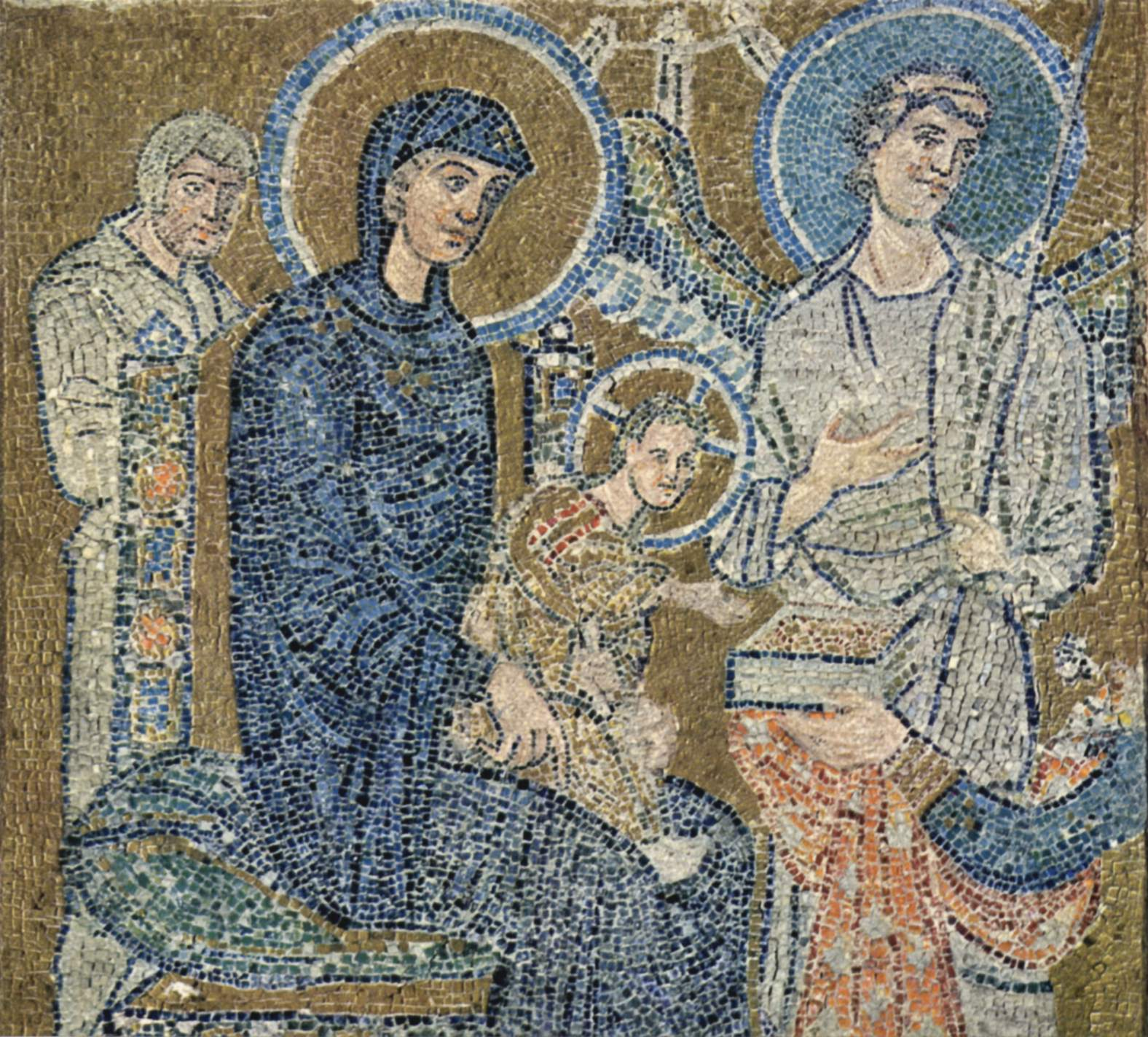
Mosaikfragment aus Alt-St. Peter, ursprünglich mit den Drei Weisen, um 706

Im Inneren ist die Struktur der Statio Annonae noch gut an den erhaltenen 18 korinthischen Säulen erkennbar. Um 1120 erhielt die Kirche einen Kosmaten-Fußboden und eine Schola cantorum mit außergewöhnlich kostbarer Marmorausstattung; der Raum für die Schola wurde durch Marmorschranken mit Gebälk vom Altarraum und den Kirchenschiffen abgegrenzt. Hervorzuheben sind die beiden Ambonen für Epistel und Evangelium sowie der in der Hauptapsis stehende Bischofssitz mit zwei vermutlich antiken Löwenköpfen. Um 1280 kam der mit Fra Pasquale signierte Osterleuchter hinzu. Über dem Altar des 8. Jahrhunderts wurde 1295 das von dem Kosmatenkünstler Deonato signierte Ziborium errichtet.
Die zwei Zyklen von je 24 Wandbildern aus dem ersten Drittel des 12. Jahrhunderts gehören zu den bedeutendsten dieser Zeit in Rom. Es sind dargestellt: rechts Szenen aus dem Buch Daniel und darunter Wunderheilungen Jesu sowie sein Einzug in Jerusalem; links Szenen aus der Vita von Karl dem Großen und darunter Bilder aus dem Marienleben.
In der ehemaligen Sakristei wird ein Mosaikfragment aufbewahrt, das die linke Bildhälfte einer Anbetung der Drei Weisen darstellt; es ist 706 im Auftrag von Papst Johannes VII. (705–707) für seine Grabkapelle (Oratorium Johannes VII.) im äußeren rechten Seitenschiff von Alt-St. Peter von oströmischen Künstlern geschaffen worden. Maria sitzt mit ihrem Kind auf einem thronartigen Stuhl, umgeben von zwei Engeln als Throngarden, hinter ihr Joseph. Über dem Jesuskind leuchtet der Stern mit drei Strahlenbündeln. Von den drei Magiern will sich der erste gerade niederknien, um seine Gabe zu überreichen, während die beiden anderen hinter ihm herantreten. Das Oratorium Johannes VII. musste 1609 dem Neubau von St. Peter weichen; Teile des Mosaiks kamen 1636 in die Basilika S. Maria in Cosmedin.
In einer Kapelle des linken Seitenschiffs werden Reliquien des hl. Valentin aufbewahrt. Nach legendärer Überlieferung war Valentin römischer Priester und später Bischof von Terni (lat. Interamna); er wurde 268 oder 269 als Märtyrer enthauptet und wahrscheinlich in der römischen Katakombe San Valentino an der Via Flaminia bestattet. Unter Papst Paschalis I. gelangten die Reliquien um 820 teilweise in die Zenokapelle von Santa Prassede und später auch in die Kathedrale von Terni, nach Santa Maria in Cosmedin und in andere Kirchen. Das Valentinsfest wird traditionsgemäß am 14. Februar gefeiert; 494 ersetzte Papst Gelasius I. das römische Reinigungs- und Fruchtbarkeitsfest Lupercalia vom 14./15. Februar durch den christlichen Valentinstag.

## Bocca della Verità

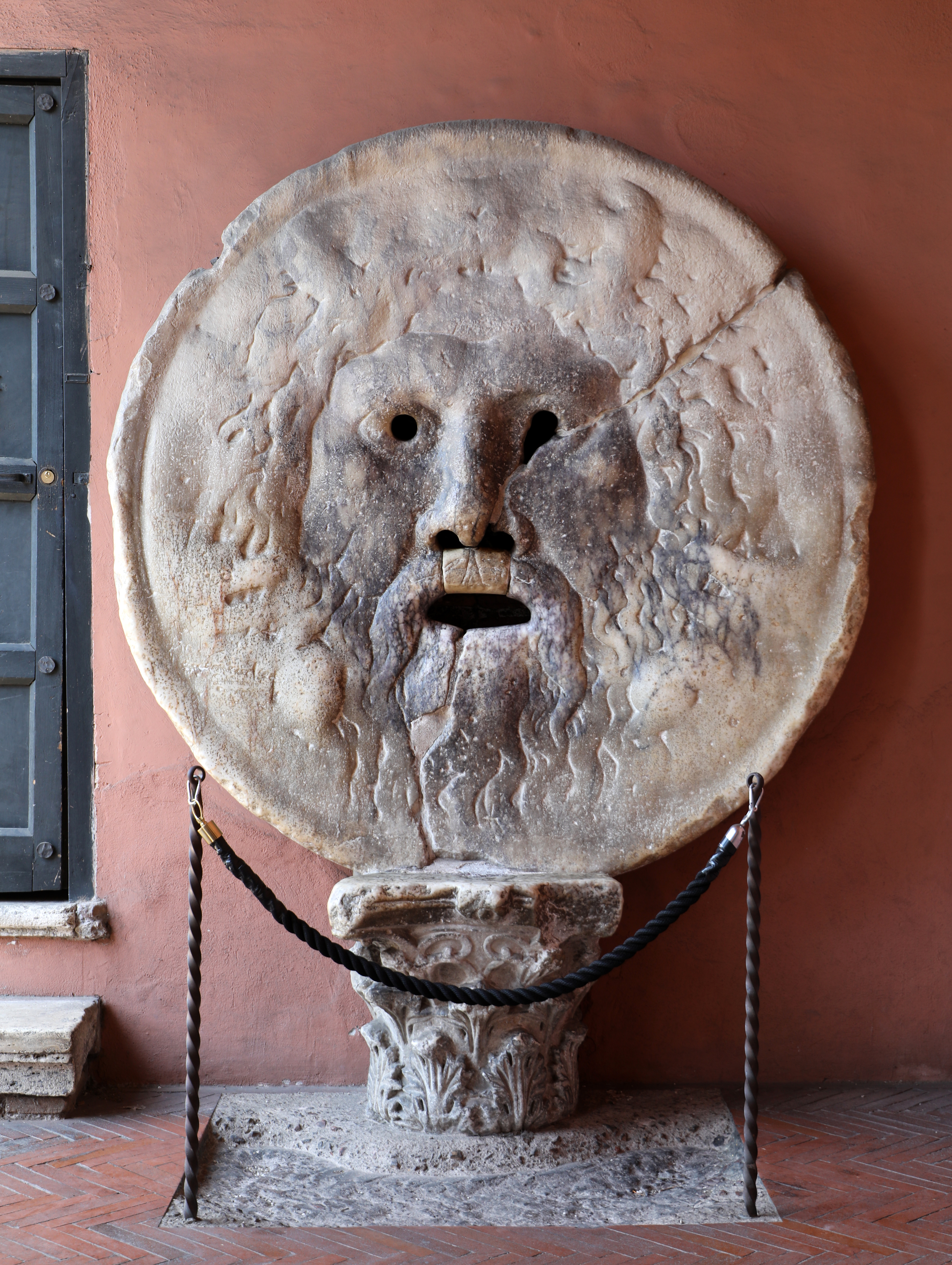
Bocca della Verità

Das populärste Ausstattungsstück der Kirche ist der sogenannte Mund der Wahrheit (italienisch: Bocca della Verità) in der Vorhalle; es ist eine riesige Marmorscheibe (1,65 m Durchmesser) mit dem Relief eines bärtigen Männerkopfes, der fünf Löcher für Augen, Nase und Mund hat. Ob die mehr als 2000 Jahre alte Scheibe zu einem Altar des benachbarten Herkulestempels gehört hat oder ob es ein profaner Kanaldeckel war, ist bis heute nicht geklärt. Es könnte durchaus ein mit dem legendären Flussgott Triton kunstvoll verziertes Kanalgitter gewesen sein, um das Oberflächenwasser durch die fünf Öffnungen in die nahebei unterirdisch verlaufende Cloaca Maxima einzuleiten. Die Bezeichnung Bocca della Verità findet sich zum ersten Mal in einer Urkunde von 1485. Bereits in der Spätantike soll es den Volksglauben gegeben haben, dass man die Schwurhand unbeschadet in die Mundöffnung der Scheibe legen könne, wenn die Wahrheit beschworen werde, dass aber die Hand nicht mehr freigegeben werde, wenn eine Lüge ausgesprochen worden sei. Bekannt wurde die Bocca della Verità vor allem durch den Film „Ein Herz und eine Krone“ mit Gregory Peck und Audrey Hepburn.

## Öffnungszeiten
Die Kirche ist im Sommer von 9:30 bis 18:00 Uhr sowie im Winter von 9:30 Uhr bis 17:00 Uhr geöffnet.

## Sonstiges
Der Campanile diente als Vorbild für den Turm der Friedenskirche (Potsdam) im Stil des Historismus.

## Kardinaldiakone
(derzeit vakant)

## Galerie

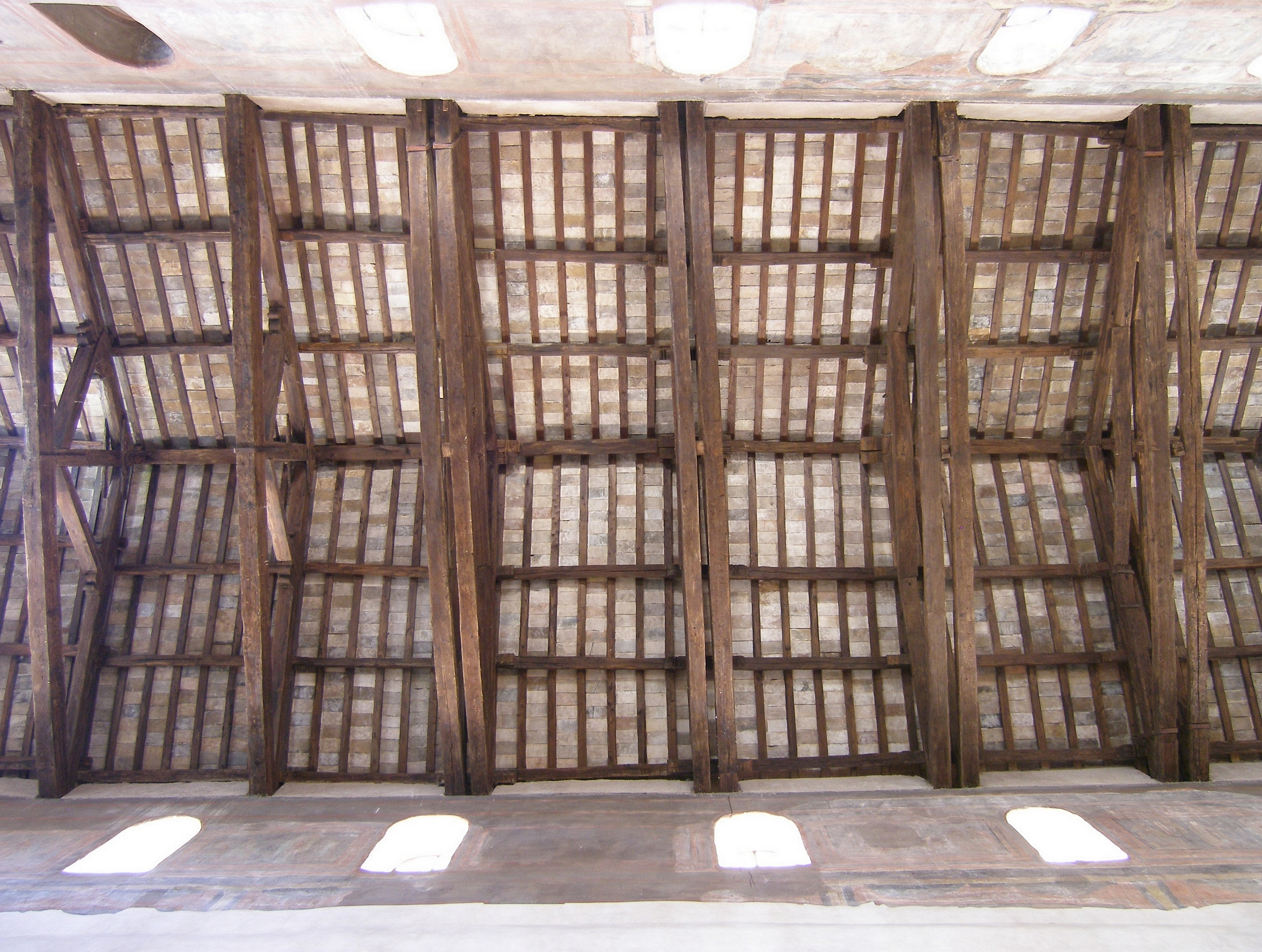
Offener Dachstuhl im Mittelschiff
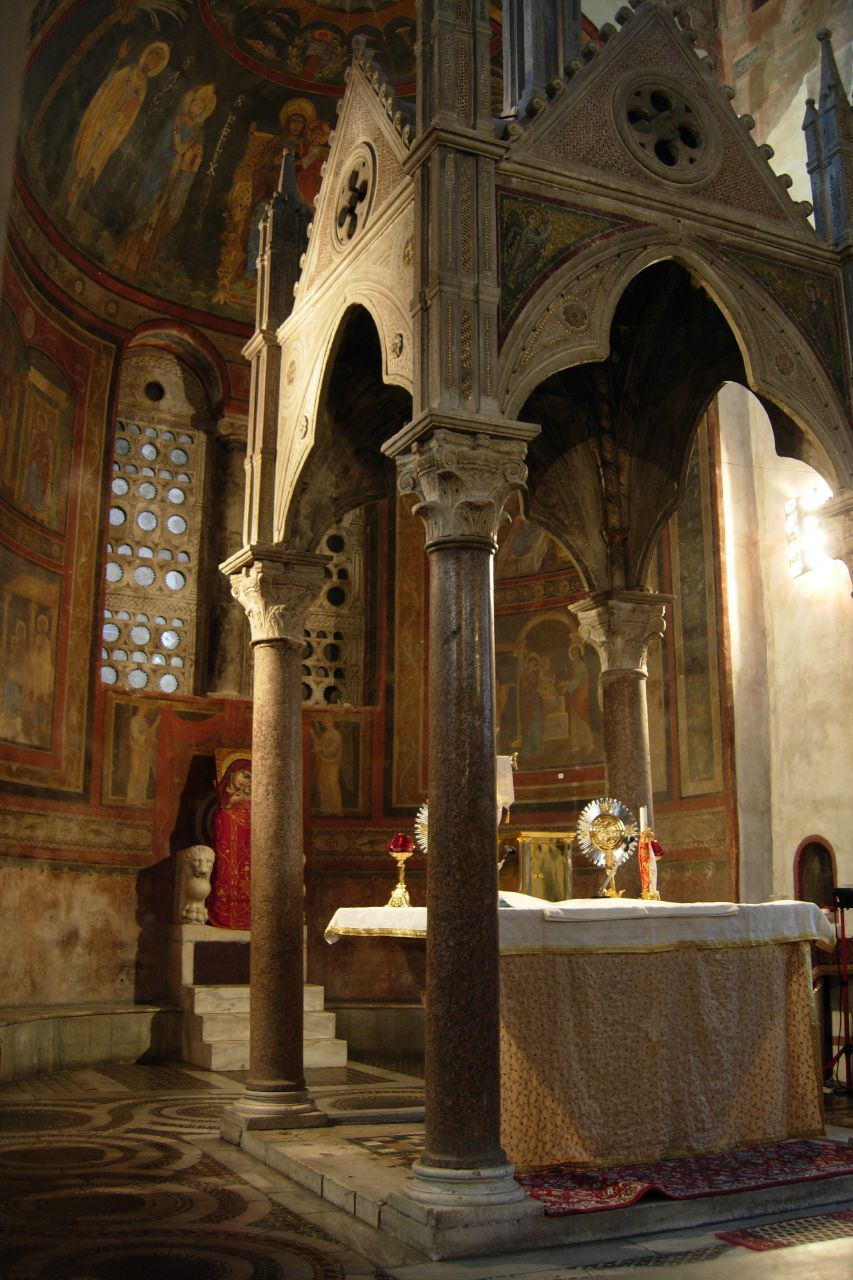
Altarziborium
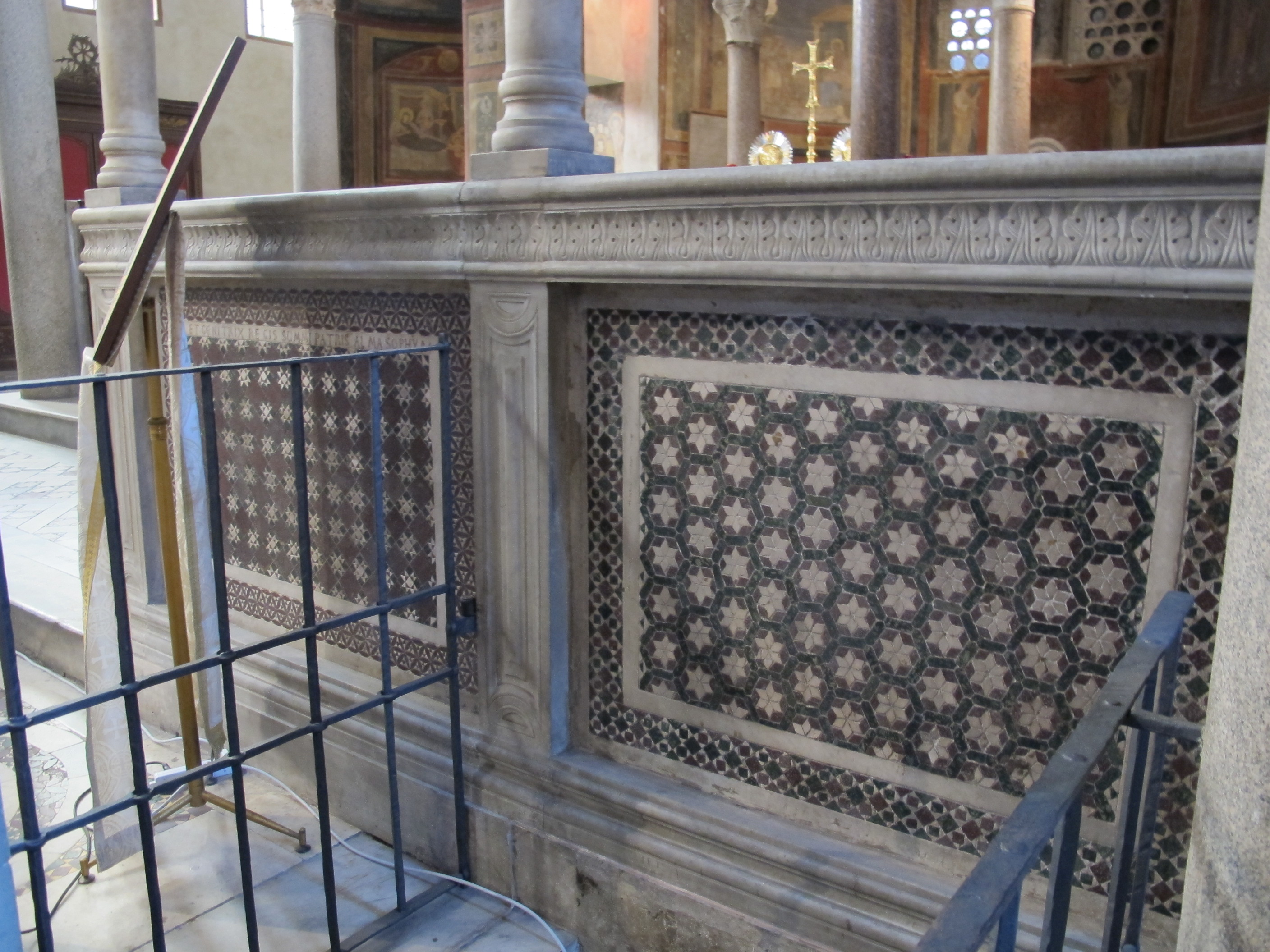
Chorschranken
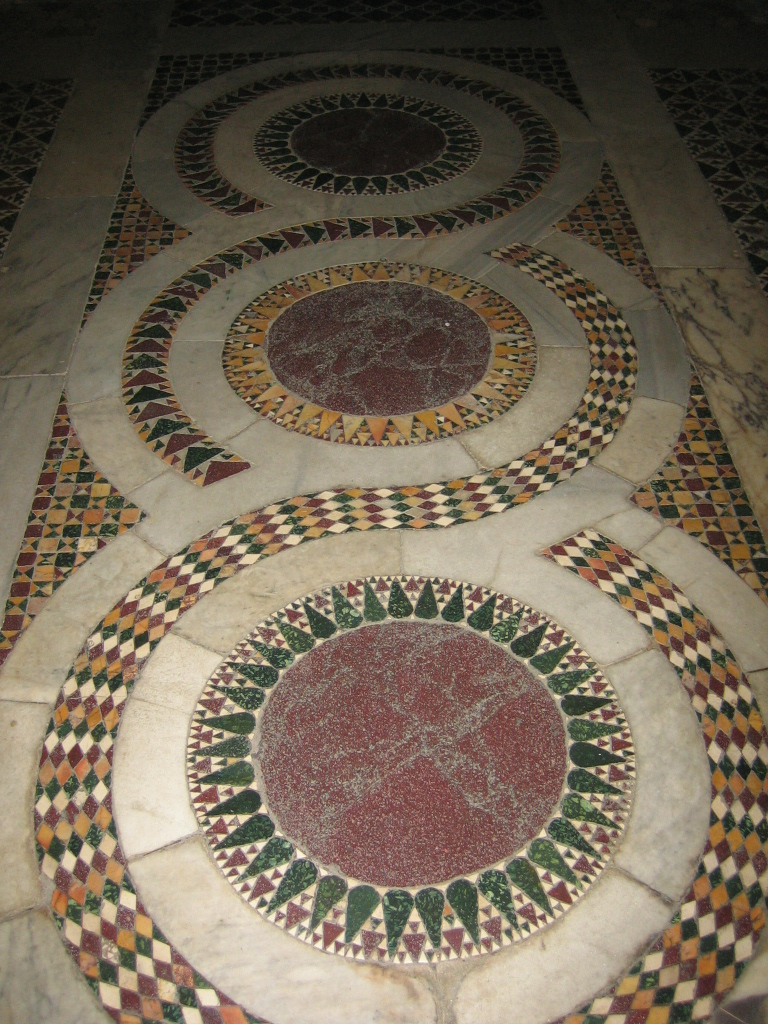
Kosmaten-Fußboden
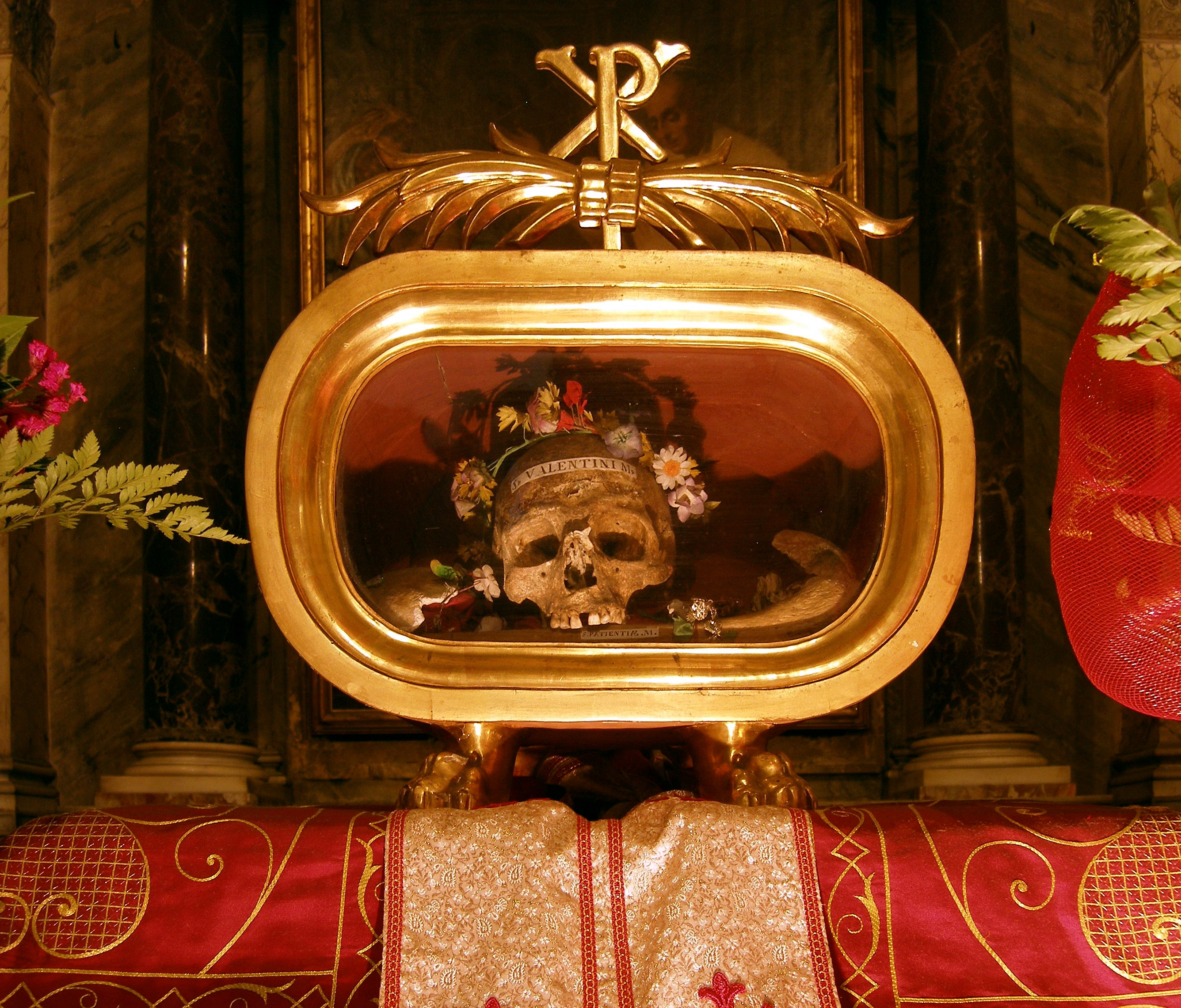
Reliquie des Hl. Valentin von Terni